# جيمي سنايدر
جيمي سنايدر (بالإنجليزية: Jimmy Snyder) هو مهندس أمريكي، ولد في 10 مارس 1909 في شيكاغو في الولايات المتحدة، وتوفي في 29 يونيو 1939 في كاهوكيا في الولايات المتحدة.